# La Bataille de Nancy
Pour l’article homonyme, voir Bataille de Nancy, qui concerne l’événement.
La Bataille de Nancy est une peinture d'Eugène Delacroix qui évoque la bataille du même nom et la mort de Charles le Téméraire en 1477.

## Histoire de l'œuvre
La peinture est commanditée par Charles X après sa visite de 1828 de la ville de Nancy, et la première œuvre de commande d'Eugène Delacroix. La société royale des sciences, lettres et arts de Nancy propose trois sujets : la bataille en elle-même (celui retenu par l'artiste), la victoire des Lorrains sur les Bourguignons, et la découverte du corps de Charles le Téméraire.
Delacroix ne se rend pas à Nancy ; il prépare sa peinture à l'aide de nombreux dessins préparatoires sur les armes et costumes médiévaux, de relevés topographiques fournis par le baron Schwitter et d'œuvres littéraires, comme Charles le Téméraire de Walter Scott.

## Description

### Composition
Au premier plan à gauche, on voit le duc de Bourgogne, Charles le Téméraire, dont le visage montre la peur face à la lance qui arrive sur lui. Toujours au premier plan mais au centre, le chevalier Bauzémont tient fermement sa lance et la pointe vers le duc de Bourgogne. À droite du tableau, René II est monté sur son cheval et regarde le chevalier tuer son ennemi. Le centre du tableau ne représente pas de personnage clef de la scène historique. On y voit des cadavres gésir, ainsi que des chevaux agoniser.

### Jeu des couleurs
Le tableau est assez sombre dans son ensemble. Les couleurs utilisées y sont pour beaucoup car elles sont froides, pour la majorité d’entre elles. On remarque quelques notes de couleurs telles que celles de la monture du chevalier qui siège près de René II. Ce chevalier dont l’importance historique semble minime, éclaire pourtant la partie gauche du tableau. L’artiste insiste sur une clarté des visages des principaux protagonistes de la scène. Ainsi on voit l’expression de peur mais aussi de défaite dans le visage de Charles le Téméraire.
La terre est claire malgré le combat, elle illumine le tableau comme le ciel, d’une couleur assez proche de l’ocre.

## Réception critique
Jugée non conforme à la vérité historique, La Bataille de Nancy est critiquée lors de sa présentation au Salon de 1834.

## Utilisations
Le tableau est reproduit en couverture de l'édition américaine de l’ouvrage d’histoire Anthologie mondiale de la stratégie dirigé par Gérard Chaliand en 1994, de la première édition du roman Les Fils de Bélial de Pierre Naudin en 1997, ou encore de l'édition japonaise de Duels de Martin Monestier en 1999.